# Bulolo
Bulolo – miasto w prowincji Morobe w Papui-Nowej Gwinei nad rzeką o tej samej nazwie; 24 tys. mieszkańców (2013).